# Diplazium pinatubicum
Diplazium pinatubicum är en majbräkenväxtart som beskrevs av Michael Greene Price.
Diplazium pinatubicum ingår i släktet Diplazium och familjen Athyriaceae. Inga underarter finns listade i Catalogue of Life.